# Cardamine kitaibelii
Cardamine kitaibelii là một loài thực vật có hoa trong họ Cải. Loài này được Bech. mô tả khoa học đầu tiên năm 1934.